# Guts
"Guts" é o segundo episódio da primeira temporada da série de televisão de terror pós-apocalíptico, The Walking Dead. Foi exibido originalmente pela emissora AMC, nos Estados Unidos, em 7 de novembro de 2010. No Brasil, o episódio estreou em 9 de novembro do mesmo ano, no canal Fox Brasil. O episódio foi escrito por Frank Darabont, o criador da série e direção de Michelle MacLaren. No episódio, Rick Grimes (Andrew Lincoln) se junta a um pequeno grupo de sobreviventes em tentativa de fuga de Atlanta.

## Trama
O episódio inicia-se com o assistente de xerife Rick Grimes (Andrew Lincoln) preso dentro de um tanque em um bloqueio militar abandonado em Atlanta, rodeada por um enxame de zumbis. Com o auxílio de Glenn (Steven Yeun), Rick é capaz de escapar do tanque e se abrigar em uma loja de departamentos onde estão escondidos os outros membros do grupo de Glenn. As tensões aumentam rapidamente, como Glenn e Rick atraíram a atenção dos zumbis à loja previamente despercebida, arriscando a vida de todo mundo dentro. No telhado do edifício, Merle Dixon (Michael Rooker), um racista virulento, tenta afirmar a sua liderança sobre o grupo e bate em um outro membro do grupo, um homem negro chamado T-Dog (IronE Singleton). Rick subjuga Merle e algema-o em um tubo, deixando-o sob a vigilância de T-Dog, enquanto o do grupo tentam achar uma saída. T-Dog é capaz de fazer um breve contato de rádio com o maior grupo de sobreviventes, que inclui, entre outros, o ex parceiro de Rick Shane Walsh ([Jon Bernthal]]) e sua esposa Lori (Sarah Wayne Callies) (que, foi revelado no episódio anterior, começaram um relacionamento, Shane gostaria que Rick estivesse morto) e seu filho Carl (Chandler Riggs).
Eles encontram uma saída para o esgoto, mas seguramente é barrado e os esgotos têm zumbis nos túneis. Como os zumbis tentam romper as portas de vidro da loja, Rick decide tentar chegar em um caminhão de caixa em um local de construção nas proximidades. Para alcançar o caminhão, ele e Glenn cobrem-se no sangue e vísceras de um caminhante despachado, tomando cuidado para não obter qualquer um da camuflagem olfactiva em sua pele. Eles são capazes de passar com êxito entre os zumbis, dirigindo-se para o canteiro de obras, até que em uma breve chuva lava-nos o suficiente para o cheiro de sangue que eles colocaram começam a chamar a atenção. Eles fazem uma pausa para o canteiro de obras, escala uma cerca com zumbis em perseguição, e Rick é capaz de atingir o caminhão da caixa. Glenn dirige um Dodge Challenger, com seu alarme aos berros, para chamar a atenção dos zumbis longe da loja, enquanto Rick está no caminhão de caixa de uma das portas de carga da loja. Na pressa de escapar, T-Dog cai acidentalmente e a chave de algema caí em um ralo, deixando Merle encalhado no telhado. T-Dog tenta pedir desculpas a Merle mas Merle insiste que T-Dog fez isso de propósito. T-Dog, no entanto, na tentativa de manter os zumbis longe de matá-lo, coloca um cadeado de prisão pesado para a porta de acesso ao telhado. O grupo inteiro (diferente de Merle) é capaz de escapar da cidade no caminhão da caixa, além de Glenn, que o Challenger de unidades de distância. Em seguida, Glenn está correndo para baixo da estrada em seu novo Challenger e faz o seu caminho para seu grupo com Rick e seu grupo novo seguindo atrás no caminhão da caixa.

## Produção
"Guts" foi escrita por Frank Darabont e direção de Michelle MacLaren. O episódio contém uma seqüência em que os sobreviventes matam em dissecam um caminhante. Rick Grimes e Glenn concordam em encontrar um veículo para escapar do centro de Atlanta e, para evitar atrair a atenção de hordas de zumbis, enrole as entranhas em torno de si. Filmando a cena começado na parte não arranha-céus do edifício Federal Sam Nunn, retratado como local de um abandonado Macy. (Na verdade é o carro-chefe do histórico antigo da loja de Atlanta, fechado pela empresa-mãe Macy; o centro real Macy's foi a loja do Davison). Escritor Robert Kirkman sentiu que "muito faz sentido no contexto da história" e acrescentou que a violência gráfica que tinha colocar dentro do show. Em sua entrevista com a Entertainment Weekly, Kirkman explicou por que os personagens se cobriram no sangue e as entranhas de um caminhante:

Não é que eles podem cheirar melhores, só que eles são usados para um cheiro geral de amortecimento, como estão movendo-se em grupos. E a única maneira que eles possivelmente podem diferenciar-se entre pessoas vivas e pessoas mortas, é tipo de uma ausência daquele cheiro. É realmente apenas uma diferença em como eles cheiram, não ‘Hey’, nós podemos procurar carne viva como um cão de caça’! Ocorreu-me que cada um agora e então existem zumbis que realmente não parecem que muito mais estão mortos do que uma pessoa viva. Não pode realmente ser uma perspectiva visual que eles estão atacando os seres humanos. E não atacam uns aos outros, sempre. Então tem de haver uma razão para isso. Então talvez seja algum tipo de uma coisa de cheiro.

Junto com o elenco principal, "Guts" aparições de características de vários atores e atrizes, incluindo Emma Bell e Michael Rooker. Kirkman declarou que ele estava emocionado ao ouvir da aparência do ator e acrescentou sabia de Rooker na comédia de Mallrats (1995). Ele estava satisfeito com o desempenho do Rooker, muito que foi "‘O Michael Rooker Show’ para um episódio sólido." 

O sinal no caminhão da caixa branca com Rick e a requisição de Glenn para resgatar seus suprimentos de executar o grupo da loja do departamento de Atlanta lê "Construtores de Ferenc". Ferenc é o nome do desenvolvedor da série/escritor Frank Darabont.

## Recepção

### Resposta da crítica
Leonard Pierce de  The A.V. Club deu um grau de B - em um F a escala, comentando que foi um passo para baixo na qualidade do piloto, mas disse que "tinha muitas boas qualidades" e "o show ainda parece fantástico, e a escolha de usar filme de 16mm compensa vez após vez, dando a tudo uma qualidade austera, brilhante que encaixa-se perfeitamente o humor. Eric Goldman da IGN classificaram o episódio 7 de 10 e também notou como era um episódio mais fraco do que o piloto. Goldman não gostava da introdução de Merle, chamando-o de "ridículo", mas gostei da sequência em que Rick e Glenn cobrem-se em coragem de disfarçá-las de zumbis. Ele comentou: 

Em geral, este episódio tinha seu divertimento em momentos, sentindo-se mais como um hetero cheio de adrenalina até filme de terror do que o piloto mais lento-passeado. Mas também faltou emoção e a profundidade do piloto.

### Avaliações
Após sua primeira transmissão em 7 de novembro de 2010, "Guts" foi assistida por 4,7 milhões de espectadores, que foi ligeiramente para baixo de seu episódio piloto.